# Depalpata mirabilis
Depalpata mirabilis là một loài bướm đêm trong họ Noctuidae.